# Argyrogrammana leptographia
Argyrogrammana leptographia is een vlindersoort uit de familie van de prachtvlinders (Riodinidae), onderfamilie Riodininae.
Argyrogrammana leptographia werd in 1911 beschreven door Stichel.